# エンバー 失われた光の物語
『エンバー 失われた光の物語』（エンバー うしなわれたひかりのものがたり、原題: City of Ember）は、2008年のアメリカのファンタジー映画。

## 概要
ジェニー・デュープロの小説『エンバー 失われた光の物語』を原作とした映画作品。
Allcinema等の評論ウェブサイトでは ファンタジー、アドヴェンチャー、SFといった分類がなされているが、いわゆる『剣と魔法の異世界物語』ではなく、物語世界の成立経緯や状況なども現実社会の延長上に置かれている。
製作にトム・ハンクスが参加。主演女優にはその前年に『つぐない』で注目されたシアーシャ・ローナンを、脇役にもティム・ロビンス、ビル・マーレイ、マーティン・ランドー、マッケンジー・クルックなどを起用。5500万ドルの資金で製作され、北米2000館以上で公開されたが、北米興行収入787万3007ドル、世界全体でも1792万9684ドルと商業的には成功せず、日本では劇場公開が見送られた。

## ストーリー
人類が地上で生き残れなくなった日（理由は作品内では明確に説明されていない。ただし物語中に登場する巨大化した昆虫などで、生態系に異常が生じた事を表している）、科学者や建築家や技術者が協力して、今後も人類を存続させる事が可能な地下都市「エンバー（Ember）」を建設した。耐用年数は200年。その間に地上が人類の生存に適した環境を取り戻せば、人類はそこから地上に出て新たな社会を建設する事が出来る、という計画だった。
この計画及びエンバーから脱出する方法を記した書類や、その方法を起動するのに必要な透明なカード状のキーなどが金属の箱に入れられて、200年後に自動的に開く様にセットされた。箱はエンバーの初代市長に託され、代々の市長に受け継がれていったが、残り47年となった時に、この時点での市長メイフリートが継承せずに死んでしまい、箱はその市長の家の納戸に仕舞い込まれてしまった。やがて、人知れずその箱が開いた後のある日から物語が始まる。
既に耐用年数を超えていたエンバーは都市全体が老朽化し、天井に吊り下げられていた照明もそこかしこで落下するという状態だった。とりわけ、住民の生活に必要な電気を供給する大型発電機の調子は日を追って悪くなり、住民たちも、遠からず発電機が作動不能になるかもしれないという予感に苛まれていた。そんな中、労働年齢に達したドゥーンは配管工助手に、メイフリート市長の子孫である12歳の少女リーナはメッセンジャー（口頭で人から人にメッセージを伝える職業）に就き、それぞれの仕事に従事していたが、ドゥーンはその仕事場で発電機や配管の老朽化が予想以上に深刻である事を実感していた。その一方でリーナは、仕事で訪れた市役所に、市長時代のメイフリートの肖像画を見つけた。自分の家に残されていた謎の箱が肖像画に描かれているのを見たリーナは、その箱には何か重要な秘密が隠されているのでは無いかと思い始めた。協力して調査を始めた二人は、やがて地上へ出る方法がある事を突き止める。

## キャスト
| 役名                 | 俳優                     | 日本語吹替 |
| -------------------- | ------------------------ | ---------- |
| ドゥーン・ハロー     | ハリー・トレッダウェイ   | 花輪英司   |
| リーナ・メイフリート | シアーシャ・ローナン     | 本名陽子   |
| ロリス・ハロー       | ティム・ロビンス         | 相沢まさき |
| コール市長           | ビル・マーレイ           | 横島亘     |
| スル                 | マーティン・ランドー     | 小柳基     |
| トック               |                          | 桜木信介   |
| バートン             | トビー・ジョーンズ       | 東城光志   |
| マードおばさん       | メアリー・ケイ・プレイス | 渡辺育子   |
| ポピー               | エイミー・クィン         |            |

- その他の日本語吹き替え：林りんこ／橘凛／榊原奈緒子／里卓哉／古宮吾一／小日向みわ